# Pseudostellaria europaea
Pseudostellaria europaea är en nejlikväxtart som beskrevs av Schaeftl. Pseudostellaria europaea ingår i släktet Pseudostellaria och familjen nejlikväxter. Inga underarter finns listade i Catalogue of Life.